# Livre de raison (Montaigne)
Le livre de raison de Michel de Montaigne est l'exemplaire retrouvé d'une éphéméride dans lequel l'écrivain-philosophe note divers évènements de sa vie.

## Histoire
L'exemplaire de l'éphéméride qu'utilise Montaigne est publié en 1551 par Michael Beuther, humaniste allemand, connu aussi sous le nom de Michel de Carlstatt.  Son Ephemeris historica, imprimé à Paris, connait un certain succès, y compris à l'étranger. Plutôt qu'un livre de raison, c'est un instrument de culture générale qui rappelle à chaque page, en vrac, quelques faits « historiques », assortis de citations des auteurs humanistes de son temps. Agenda historique universel de 464 pages, il comporte une page pour chaque jour et la correspondance des calendriers dans trois langues (latin, grec, hébreu), avec le rappel des événements les plus remarquables du jour. Les exemplaires conservés du « Beuther »  sont généralement dépourvus de notes manuscrites, mais huit d'entre eux sont cependant annotés, comme celui de Montaigne.
Sur la page restée en blanc, Montaigne rapporte, en français (hormis cinq notes en latin), différents évènements de sa vie ou de son entourage. Il tient notamment la chronique des naissances et des décès de sa famille et de celle de son épouse.
La fille de Montaigne hérite du document, qui reste dans la famille où il sert de « livret de famille » jusqu'en 1716. 
À la fin du XVIIIe siècle, il est retrouvé dans un coffre du château. En 1951, après un passage en Angleterre, il est acquis par la France lors d'une vente publique. 

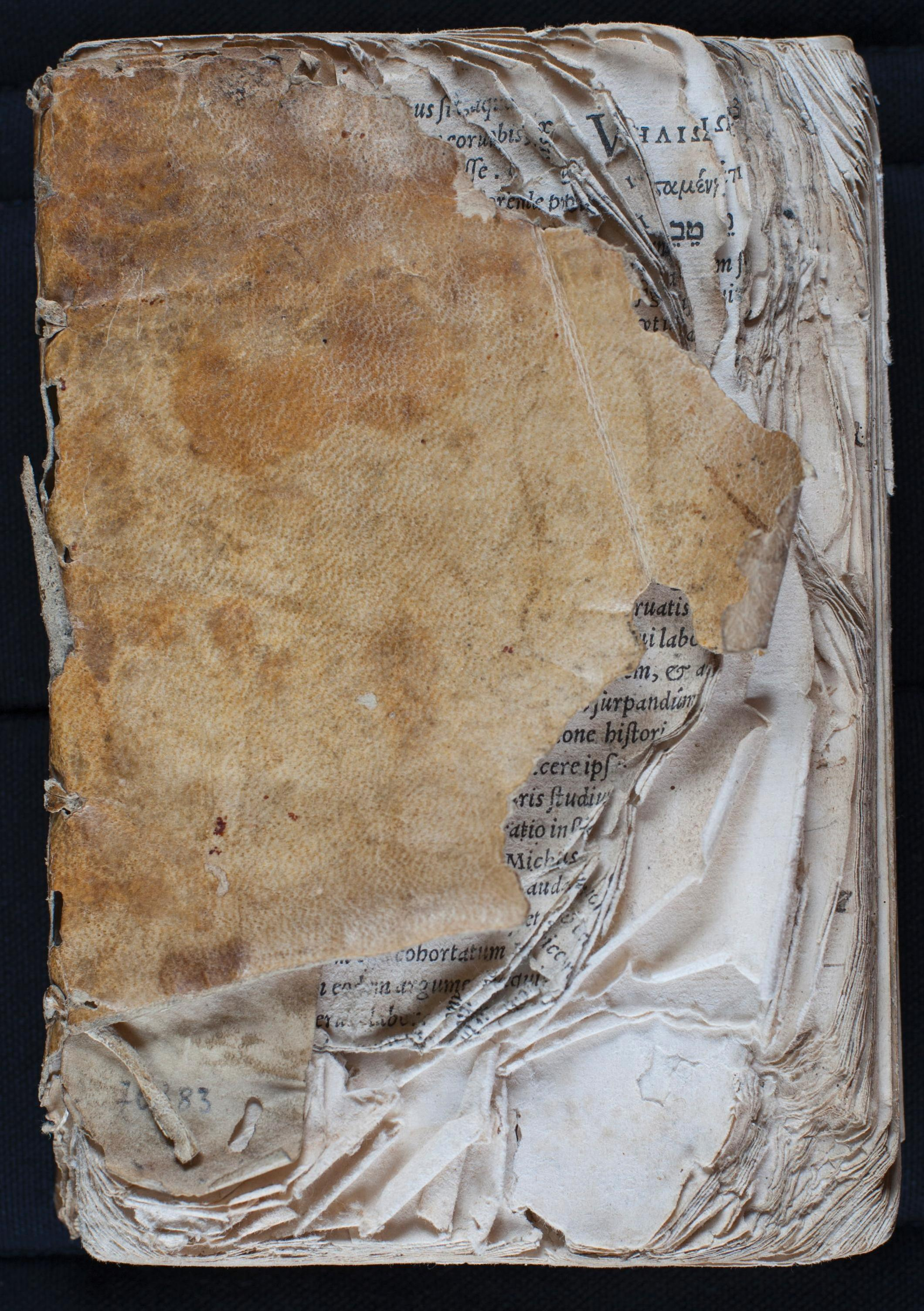
Ephemeris historica de Michael Beuther, exemplaire utilisé par Montaigne (reliure endommagée)

Dans sa reliure primitive en parchemin, très endommagée, il manque plus d’une trentaine de feuillets à l'ouvrage qui est restauré en 2019 puis conservé à la bibliothèque Mériadeck de Bordeaux (fonds patrimoniaux : ms. 1922).

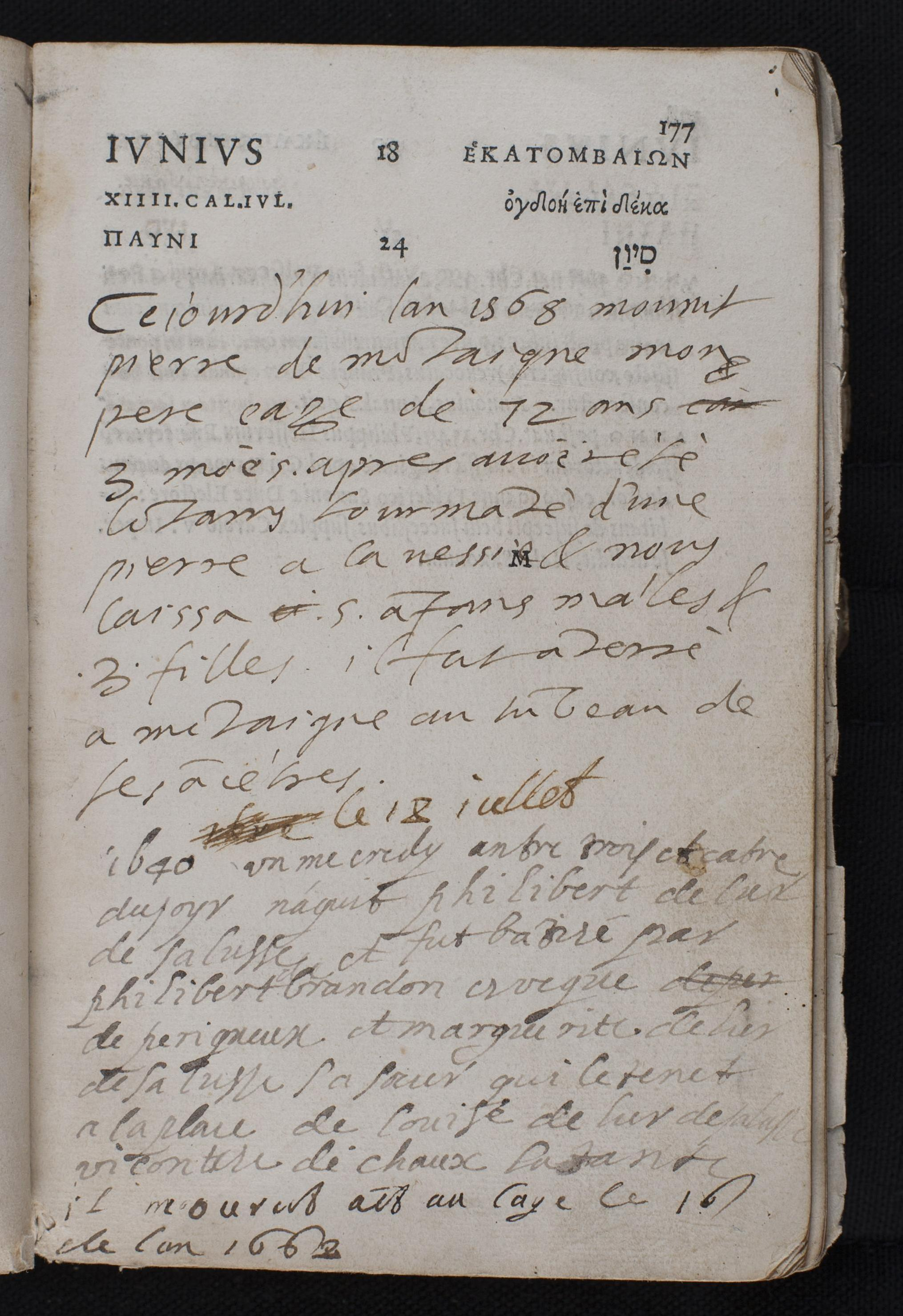
Ephemeris historica, p. 177 mention de la mort du père de Montaigne

## Contenu
À la page 177 et à la date du 18 juin 1568, Montaigne écrit : 

« Ce jourd'hui l'an 1568 mourut Pierre de Montaigne mon père eagé de 72 ans 3 moës après avoir été lontams tourmenté d'une pierre à la vessie et nous laissa 5 anfants mâles et 3 filles. Il fut anterré à Montaigne au tumbeau de ses ancêtres. »

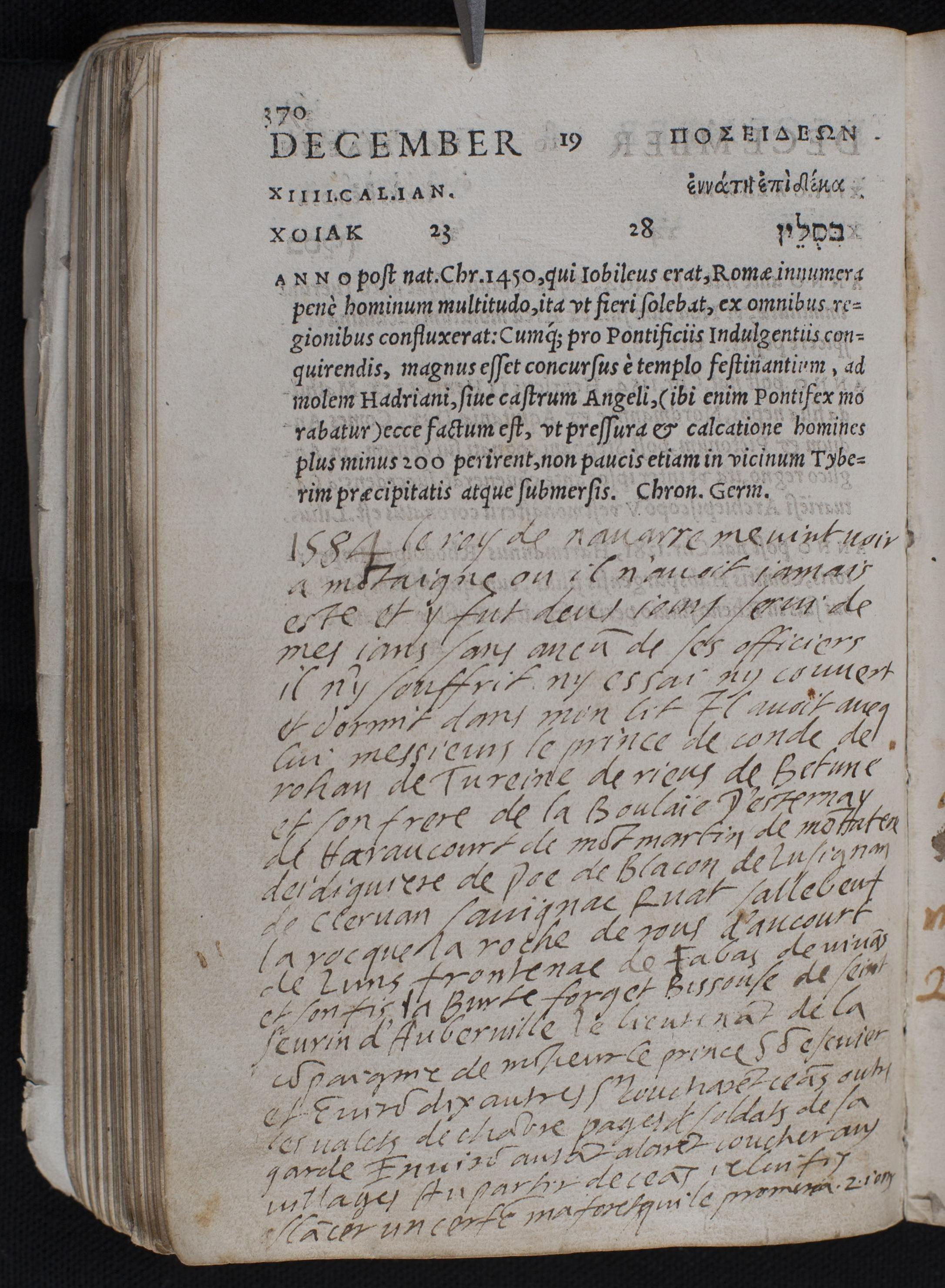
Michel de Montaigne mentionne le 19 décembre 1584 la visite du roi de Navarre.

À la page 370, en date du 19 décembre 1584, Montaigne relate la visite que lui font Henri de Navarre (futur Henri IV), et sa suite :

« 1584. Le roy de Navarre me vint voir à Montaigne où il n'evoit jamais esté et y fut deus jours servi de mes jans sans aucun de ses officiers. II n'y souffrit ny essai ni couvert et dormit dans mon lit. Il avoit aveq lui messieurs le prince de Condé, de Rohan, de Tureine, de Rieus, de Bétune et son frère, de la Boulaie, d'Esternay, de Hauraucourt, de Mont-martin, de Monttatere, d'Esdiguière, de Poe, ce Blacon, de Lusignon, de Clervan, Savignac, Ruat, Sallebeuf, La Rocque, La Roche, de Rous, d'Aucourt, de Luns, Frontenac, de Fabas, de Vivons et son fis, La Burte, Forget, Bissouse, de Seint Seurin, d'Auberville, le lieutenant de la compagnie de Monsieur le Prince son escuier et environ dix autres Srs coucharent céans outre les valets de chambre pages et soldats de sa garde. Environ autant alarent coucher aus villages. Au partir de céans je lui fis eslancer un cert en ma forêt gui le promena 2 jors. »

À la page 201, en date du 10 juillet 1558, Montaigne évoque sa brève arrestation :

« 1588 entre trois et quatre [heures] après midi étant logé au faubourg Saint-Germain à Paris et malade d’une espèce de goutte qui lors premièrement [pour la première fois] m’avait saisi il y avait justement [tout juste] trois jours je fus [fait] pris prisonnier par les capitaines et [le] peuple de Paris / c’était au temps que le roi en était mis hors [chassé] par monsieur de Guise / fus mené en la Bastille et me fut signifié que c’était à la sollicitation du duc d’Elbeuf et par droit de représailles au lieu d’un [pour un] sien parent gentilhomme de Normandie que le roi tenait prisonnier à Rouen / La reine mère du roi avertie par monsieur Pinard secrétaire d’état de mon emprisonnement obtint de monsieur de Guise qui était lors de fortune [par hasard] avec elle et du prévôt des marchands vers lequel elle envoya [un messager] (monsieur de Villeroy  secrétaire d’état s’en soignant [préoccupant] aussi bien fort en ma faveur) que sur les huit heures du soir du même jour un maître d’hôtel de Sa Majesté me vînt faire mettre en liberté moyennant les rescrits [sur ordres écrits] dudit seigneur duc et dudit prévôt adressant au Clerc [adressés à Leclerc] capitaine pour lors de la Bastille »

Montaigne évoque aussi sa réception dans l’ordre de Saint-Michel, son admission comme gentilhomme de la Chambre du roi de Navarre, son élection et sa réélection à la mairie de Bordeaux.  
À la date du 24 août 1572, la page (qui n'a pas été arrachée) reste blanche, sans mention du massacre de la Saint-Barthélemy parisienne. 
Au total, 46 notes autographes de Montaigne sont identifiées sur un total de 120 notes manuscrites. D'autres mentions de membres de sa famille sont aussi répertoriées. 